# Münchener Fußball-Bund
Der Münchener Fußball-Bund (MFB) war ein lokaler Fußballverband in der bayerischen Landeshauptstadt München. Er wurde am 9. Oktober 1903 gegründet und schloss sich am 19. Februar 1911 dem Münchener Rasensport-Verband an. Die Fußballabteilung existierte aber unter dem Namen Münchener Fußball-Bund noch weiter.

## Geschichte
Nachdem der FC Bayern München in den Spielzeiten 1901/02 (als inoffizielle Bayerische Meisterschaft) und 1902/03 für Münchener Vereine mit dem Pokal des FC Bayern einen Pokalwettbewerb ausspielte, wurde am 9. Oktober 1903 mit dem Münchner Fußball-Bund ein Verband gegründet, der noch in der gleichen Saison eine Meisterschaft ausschrieb. Als es bereits ein Jahr später zu Spannungen zwischen den reinen Fußballvereinen und den Turnvereinen kam, traten am 28. September 1904 mehrere bisherige Mitgliedsvereine aus und gründeten am 7. Oktober 1904 den Verband Münchner Fußball-Vereine (VMFV). Nach der Auflösung des VMFV 1906 kehrten diese Vereine zurück und nahmen wieder an den Punktspielen im Münchener Fußball-Bund teil. Einige Fußballvereine traten im Laufe der Zeit jeweils einem Turnverein als eigenständige Fußballabteilung (FA) bei.
An den einzelnen Meisterschaften nahm eine unterschiedliche Anzahl von Mannschaften teil. Ab Herbst 1906 spielten die Vereine im Ostkreis des Verbandes Süddeutscher Fußball-Vereine eine eigene Gaumeisterschaft aus. Im Sommer 1905 und 1906 wurde zusätzlich ein Silberner Pokal, offen für Mitgliedsvereine des VSFV und alle Vereine Bayerns südlich der Donau, ausgespielt. Die Berichterstattung über die einzelnen Spiele in den zeitgenössischen Quellen war sehr lückenhaft.
Mitglieder der Anfangsjahre: MTV München von 1879, FC Bayern München (später FA Bayern im MSC), TV München 1860, FC Wacker München (später FA Wacker im SC Monachia), 1. Münchner FC 1896, Münchener SC, FC Bavaria München (später FA Bavaria der TG München), TS München 1887, TG München, FC Union München, TV Neuhausen und TV Sendling.

## Meister des Münchener Fußball-Bundes
Saison 1903/04
- Herbstrunde 1903
  - 1. Klasse: FA des MTV München von 1879
  - 2. Klasse: FA des MTV München von 1879 II
- Frühjahrsrunde 1904
  - 1. Klasse: keine Ergebnisse bekannt
  - 2. Klasse: keine Ergebnisse bekannt

Saison 1904/05
- Herbstrunde 1904
  - 1. Klasse: FA des MTV München von 1879
  - 2. Klasse: FA des MTV München von 1879 II
- Frühjahrsrunde 1905
  - Silberner Pokal: Sieger unbekannt

Saison 1905/06
- Herbstrunde 1905
  - 1. Klasse: FA des MTV München von 1879
  - 2. Klasse: FA des MTV München von 1879 II
- Frühjahrsrunde 1906
  - 1. Klasse: FA des MTV München von 1879
  - 2. Klasse: FA des MTV München von 1879 III
  - Silberner Pokal: Sieger unbekannt

Saison 1906/07
- Frühjahrsrunde 1907
  - 1. Klasse: FA des MTV München von 1879
  - 2. Klasse: FA des MTV München von 1879 II
  - 3. Klasse: FA des MTV München von 1879 III
  - 4. Klasse: FA des MTV München von 1879 IV

Saison 1907/08
- Frühjahrsrunde 1908
  - 1. Klasse: FA des MTV München von 1879
  - 2. Klasse: FA des MTV München von 1879 II
  - 3. Klasse: FA Bayern im Münchener SC III
  - 4. Klasse: FA Bayern im Münchener SC IV

Saison 1908/09
- Frühjahrsrunde 1909
  - A1-Klasse: TV 1860 München
  - A2-Klasse: Bayern, FA im Münchener SC II

Saison 1909/10
- Herbstrunde 1909 (nur für untere Mannschaften die nicht an den Gauspielen des VSFV teilnahmen)
  - keine Ergebnisse bekannt
- Frühjahrsrunde 1910
  - A1-Klasse: FA Wacker des SC Monachia 1890 München
  - A2-Klasse: FA des MTV München von 1879 II
  - A3-Klasse: Bayern, FA im Münchener SC III
  - A4-Klasse: FA des MTV München von 1879 IV
  - B2-Klasse: SpVb des TV Jahn München II
  - B3-Klasse: SpVb des TV Jahn München III

Saison 1910/11
- Herbstrunde 1910 (nur für untere Mannschaften die nicht an den Gauspielen des VSFV teilnahmen)
  - A4/B3-Klasse: FA des MTV München von 1879 IV
  - A5/A6/B4/B5-Klasse: FA des MTV München von 1879 V
- Frühjahrsrunde 1911
  - A1-Klasse: Bayern, FA im Münchener SC
  - A2-Klasse: Bayern, FA im Münchener SC II
  - A3-Klasse: FA des MTV München von 1879 III
  - B1-Klasse: FM des TV 1880 München-West
  - B2-Klasse: SpVb des TV Jahn München II
  - B3-Klasse: FM des TV 1880 München-West III
  - A4/B4-Klasse: Meisterschaft für ungültig erklärt
  - A5/A6/B5/B6-Klasse: FA des MTV München von 1879 V

Saison 1911/12
- Herbstrunde 1911 (nur für untere Mannschaften die nicht an den Gauspielen des VSFV teilnahmen)
  - A4/A5-Klasse: Bayern, FA im Münchener SC IV
  - B3-Klasse: FA der TG Bavaria München III
  - B4-Klasse: FA der TG Bavaria München IV
  - C2/C3-Klasse: FA des SC Armin München II
  - A6/A8/B5/B6-Klasse: Bayern, FA im Münchener SC VII
- Frühjahrsrunde 1912
  - A1-Klasse: Bayern, FA im Münchener SC Ib
  - B1-Klasse: FM des TV 1880 München-West
  - 2. Klasse: FA des SC Armin München
  - A3-Klasse: Bayern, FA im Münchener SC IIIb
  - B3-Klasse: FA Union des SC Teutonia München II
  - 4. Klasse: Bayern, FA im Münchener SC IV

Saison 1912/13
- Herbstrunde 1912 (nur für untere Mannschaften die nicht an den Gauspielen des VSFV teilnahmen)
  - Sieger: Bayern, FA im Münchener SC V
- Frühjahrsrunde 1913
  - 1. Klasse: FA des MTV München von 1879 Ib
  - 2. Klasse: Bayern, FA im Münchener SC II
  - 3. Klasse: TV 1860 München III
  - 4. Klasse: FA des MTV München von 1879 IV
- Privatrunde 1913 (nur für Vereine der A-Klasse, die auf eine Teilnahme an den Bundesspielen verzichtet haben)
  - 1. Klasse: FM des TV 1880 München-West
  - 2. Klasse: SpVb der VTS 1887 München II
  - 3. Klasse: FM des TV 1880 München-West IV

Saison 1913/14
- Herbstrunde 1913 (nur für untere Mannschaften die nicht an den Gauspielen des VSFV teilnahmen)
  - Gruppe 1: FA der TG Bavaria München III
  - Gruppe 2: FA des MTV München von 1879 V
- Frühjahrsrunde 1914
  - 1. Klasse: SC Teutonia München
  - 2. Klasse Gruppe 1: SC Teutonia München II
  - 2. Klasse Gruppe 2: FA des SC Armin München II
  - 3. Klasse Gruppe 1: Bayern, FA im Münchener SC III
  - 3. Klasse Gruppe 2: SC Eldorado München
  - 4. Klasse: Bayern, FA im Münchener SC IV